# Tracie Thoms
Tracie Nicole Thoms, född 19 augusti 1975 i Baltimore, Maryland, är en amerikansk skådespelerska.

## Biografi

### Privatliv
Thoms föddes och växte upp i Baltimore, Maryland, där hon gick på den välrenommerade Baltimore School for the Arts. Därefter utbildade hon sig inom teater och tog en Bachelor of Fine Arts vid Howard University. Hon fortsatte sedan sina studier vid The Juilliard School i New York, där hon tog en masterexamen i skådespeleri.

### Karriär
Thoms inledde sin teaterkarriär med roller både på och utanför Broadway. Hon medverkade i produktioner som Drowning Crow vid Manhattan Theatre Club tillsammans med Alfre Woodard, och spelade senare i Stick Fly med Dulé Hill och Mekhi Phifer. Hon deltog också i den hyllade uppsättningen av The Exonerated vid The Culture Project, samt i Working vid Encores! Off-Center. År 2016 medverkade hon i Lost Lake – en nyskriven pjäs av David Auburn – där hon spelade mot John Hawkes. På Broadway har hon även synts i James Lapines uppsättning av Falsettos.
En viktig milstolpe i hennes karriär var när hon fick spela rollen som Joanne Jefferson i de avslutande veckorna av musikalen Rent på Broadway – en roll hon även porträtterade i filmversionen från Sony Pictures, där hon medverkade tillsammans med Rosario Dawson och Idina Menzel.
Thoms har haft framgång även inom filmvärlden. Hon medverkade i Djävulen bär Prada (2006) med Anne Hathaway, och spelade året därpå i Quentin Tarantinos actionfilm Death Proof (2007) mot Kurt Russell. År 2012 syntes hon i både Looper, regisserad av Rian Johnson, där hon spelade mot Bruce Willis, och i thrillern Safe House med Denzel Washington. Hon hade även en roll i nyinspelningen av Annie (2014), där hon spelade mot Jamie Foxx.
Inom tv har Thoms haft flera återkommande roller. Hon spelade en av huvudrollerna i kriminaldramat Cold Case på CBS, och medverkade i den kortlivade kultserien Wonderfalls på Fox. Hon har även haft återkommande roller i UnREAL (Lifetime), The First (Hulu), Gone (WGN America), Love (Netflix) och Lincoln Rhyme: Hunt for the Bone Collector (NBC).
Hon har också gästspelat i en rad välkända tv-serier, såsom Veep, Person of Interest, Suits, The Shield, The Good Wife, The Mindy Project, Criminal Minds, The Affair, Grey's Anatomy, Mad About You, Run, Curb Your Enthusiasm och NCIS: Los Angeles. Sedan början av 2020-talet har hon haft återkommande roller i 9-1-1 på Fox, Station 19 på ABC, samt en av huvudrollerna i Apple TV+-serien Truth Be Told tillsammans med Octavia Spencer.

## Filmografi i urval
- 2005 – Rent
- 2005–2010 – Cold Case (TV-serie) (106 avsnitt)
- 2006 – Djävulen bär Prada
- 2007 – Death Proof
- 2012 – Looper
- 2012 – Meeting Evil
- 2016 – Love (TV-serie)